# Кожевников, Фёдор Иванович
Фёдор Ива́нович Коже́вников (15 марта 1903, Смоленск — 22 марта 1998, Москва) — советский учёный, юрист-международник.

## Биография
В 1923 году окончил Смоленский рабфак и поступил в Московский государственный университет. В 1927 году окончил отделение международных отношений в составе факультета советского права; продолжил обучение в аспирантуре Института советского строительства и права, работал преподавателем в Московском юридическом институте.
В 1934—1936 гг. — сотрудник торгового представительства СССР в Тегеране. Затем преподавал в вузах Москвы.
С 1942 года по 1960 год преподавал в МГУ на юридическом факультете, был заведующим кафедрой международного права и деканом факультета; в 1945 году защитил докторскую диссертацию «Русское государство и международное право (до XX в.)».
В 1958—1960 годы — возглавлял сектор международного права Института государства и права АН СССР.
С 1960 года работал в Московском государственном институте международных отношений. В 1964 году присвоено звание Заслуженного деятеля науки РСФСР.
Ф. И. Кожевников — автор более 100 научных работ, в том числе учебников и монографий, не потерявших своей научной значимости и востребованности по сегодняшний день.
Был членом Комиссии международного права ООН, Международного суда ООН, Постоянной палаты третейского суда в Гааге.
Умер в 1998 году. Похоронен на Донском кладбище.

## Награды и звания
- Заслуженный деятель науки РСФСР (1964)

## Основные работы
Книги
- Агрессия США во Вьетнаме и международное право / Ф. И. Кожевников и В. И. Менжинский. — М.: Знание, 1987. — 48 с. — 27000 экз'
- Борьба СССР за демократические принципы международного права [сборник статей] / под ред. проф. Ф. И. Кожевникова. — М., тип. Высш. парт. школы при ЦК ВКП(б), 1949. — 164 с. — 5000 экз.
- Великая Отечественная война Советского Союза и некоторые вопросы международного права — М.: Изд-во Моск. ун-та, 1954. — 222 с. — 8000 экз.
- Вопросы международного права в трудах И. В. Сталина [сборник статей] / под ред. проф. Ф. И. Кожевникова и доц. Д. А. Гайдукова. — М.: Тип. Высш. парт. школы, 1950. — 180 с. — 15000 экз.
- Комиссия международного права ООН — функция и деятельность / Ф. И. Кожевников, Э. С. Кривчикова. — М.: Международные отношения, 1977. — 102 с. — 3000 экз.
- Курс международного права. [Учебник для юрид. ин-тов и фак] / (Изд. 3-е перераб. и доп.). Отв. ред. Ф. И. Кожевников. — М.: Междунар. отношения, 1972. — 384 с. — 15000 экз.
- Международный суд ООН. Организация, цели, практика. — М.: Междунар. отношения, 1971. — 160 с. — 6500 экз.
- Русское государство и международное право. (До XX в.). — М., Юрид. изд., тип. им. Евг. Соколовой, 1947. — 336 с. — '6000 экз'.
- Советское государство и международное право. 1917—1947 гг. (Опыт историко-правового исследования) / — М., Юрид. изд., 5-я ти. треста «Полиграфкнига» в Свердловске, 1948. — 376 с. — 10000 экз.
- Учебное пособие по международному праву. (Очерки). — М., Юрид. изд. 10-я тип. треста «Полиграфкнига» в Челябинске, 1947. — 271 с. 25000 экз.'

Статьи
- И. В. Сталин об основных принципах современного международного права // Советское государство и право. 1949. № 12.